# Carretera prefectural de Hokkaidō 4
La carretera prefectural de Hokkaidō 4 (北海道道4号旭川芦別線, Hokkaidô dô 4 gô Asahikawa-Ashibetsu sen) o línia Asahikawa-Ashibetsu és una carretera prefectural de Hokkaido que connecta la ciutat d'Asahikawa, la segona més populosa de la regió, a la subprefectura de Kamikawa amb la ciutat d'Ashibetsu, a la subprefectura de Sorachi. Com a carretera de nivell prefectural, la titularitat i gestió d'aquesta correspon al govern de Hokkaidō.

## Història
- 30 de març de 1954: S'inaugura la via amb el nom de "carretera prefectural número 7".[3]
- 11 de maig de 1993: El ministeri de construcció del govern japonés designa la via com a carretera principal i l'anomena "línia Asahikawa-Ashibetsu".[4]
- 1 d'octubre de 1994: Amb la reforma de la numeració per part del govern de Hokkaidô, la carretera passa a ser la número 4 de la xarxa viària prefectural.[5]

## Recorregut
El recorregut de la carretera comença al centre d'Asahikawa, segona ciutat amb més població de Hokkaido i capital de la subprefectura de Kamikawa i es dirigeix cap al sud per a finalitzar a la ciutat de Ashibetsu, a la subprefectura de Sorachi després de 23,9 quilòmetres.
La carretera prefectural 4 travessa els següents municipis:
- Asahikawa, subprefectura de Kamikawa
- Ashibetsu, subprefectura de Sorachi